# Турченко Федір Григорович
Федір Григорович Турченко (нар. 19 лютого 1947, с. Тимофіївка, Краснопільський район, Сумська область) — український історик та громадський діяч. Завідувач кафедри новітньої історії України Запорізького національного університету (з 1990 р.).

## Освіта
Закінчив Харківський державний університет зі спеціальності «Історія» (1970). Навчався в аспірантурі Харківського державного університету (1973–1976).
Доктор історичних наук, професор.

## Трудова діяльність
Викладав історію у школі с. Терни Недригайлівського району Сумської області, Великописарівській середній школі, Мезенівській школі Краснопільського району Сумської області (1970–1973).
Науковець працював викладачем, старшим викладачем, доцентом кафедри історії УРСР і СРСР Запорізького державного педагогічного інституту (1976–1984). Обіймав посади завідувача кафедри історії радянського суспільства (з 1992 р. — кафедра новітньої історії України) Запорізького державного університету (з 1990 р.), декана історичного факультету (1992–2005), виконуючого обов'язки ректора (у 2005 р.), першого проректора (2005–2008), проректора з науково-педагогічної та навчальної роботи Запорізького національного університету (2008–2010).
Депутат Запорізької обласної ради від ВО «Батьківщина» (з 2010 р.).
Головні напрямки наукової діяльності — дослідження проблем української національної революції 1917–1922 рр., українського національно-визвольного руху, модернізаційних процесів в Україні (друга половина 1980-х-1991 рр.).
Федір Григорович — автор підручників з історії України для 9, 10 і 11 класів загальноосвітніх навчальних закладів, співавтор і редактор підручників з історії рідного краю та всесвітньої історії.
Дослідник — голова спеціалізованої вченої ради з захисту кандидатських дисертацій при Запорізькому національному університеті (з 1992 по 2012 р.). Підготував 17 кандидатів і 6 докторів історичних наук.
Учений — головний редактор фахового збірника «Наукові праці історичного факультету Запорізького національного університету».
Керівник науково-редакційних груп з підготовки видань: «Українське козацтво: Мала енциклопедія» (К.; Запоріжжя, 2002; 2-е видання. К.; Запоріжжя, 2006); Національна книга пам'яті «Голодомор 1932—1933: Запорізька область» (Запоріжжя: Дике Поле, 2008).
Діяч — голова Запорізького обласного відділення Товариства зв'язків з українцями за межами України «Україна-Світ», член Всеукраїнського товариства «Просвіта» ім. Т. Г. Шевченка, член Всеукраїнської асоціації викладачів історії та суспільних наук «Нова доба», голова та член журі обласних та всеукраїнських олімпіад з історії.

## Основні монографії
- Турченко Ф. Г., Турченко Г. Ф. Південна Україна: модернізація, світова війна, революція (кінець XIX ст.—1921 р.): Історичні нариси. — К.: Генеза, 2003. — 304 с.
- Турченко Ф. Г. Микола Міхновський: життя і слово. — К.: Генеза, 2006. — 318 с.
- Турченко Ф. Г. Запоріжжя на шляху до себе… (Минуле і сучасність в документах та свідченнях учасників подій). — Запоріжжя: Просвіта, 2009. — 367 с.
- Турченко Ф. Г. ГКЧП і проголошення незалежності України: погляд із Запоріжжя. — Запоріжжя: Просвіта, 2011. — 132 с.
- Запорізький рахунок Великій війні. 1939—1945 / Ф. Г. Турченко, В. М. Мороко, О. Ф. Штейнле, В. С. Орлянський та ін.; Ф. Г. Турченко (наук. ред.). — Запоріжжя: Просвіта, 2013. — 416 с.

## Нагороди та звання
- Відмінник освіти України.
- Заслужений діяч науки і техніки України (1997).
- Почесна грамота Кабінету Міністрів України (2000),
- Почесна грамота Міністерства освіти і науки України,
- Почесна грамота Верховної Ради України (2006),
- Орден «За заслуги» (Україна) III ступеня (2006), II ступенів (2010);
- Відзнака Президента України — ювілейна медаль «25 років незалежності України» (2016).[1]